# Avenida Eldorado (Bogotá)

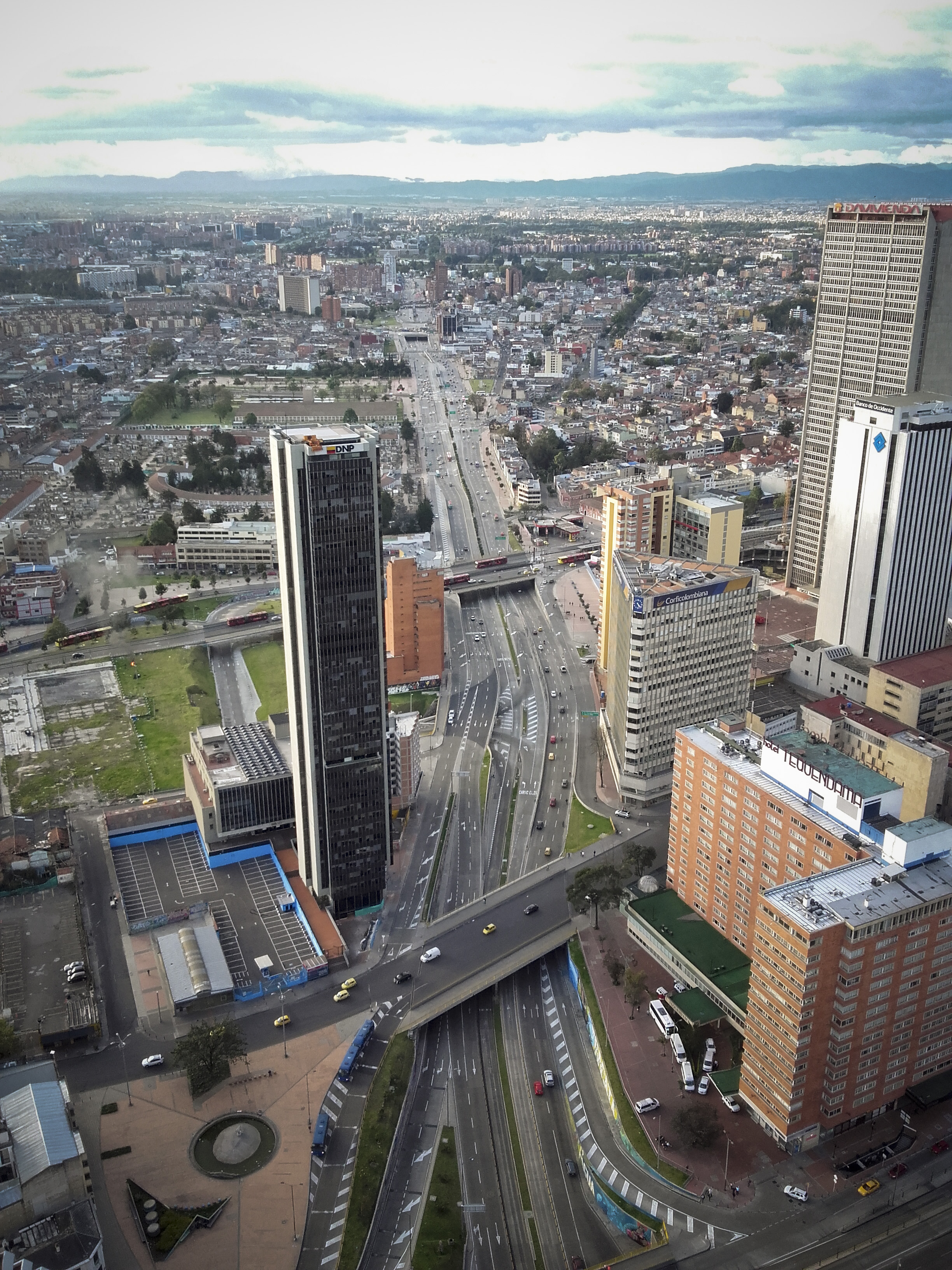
Blick über die Avenida El Dorado von Ost nach West mit dem Colpatria-Turm im Vordergrund.

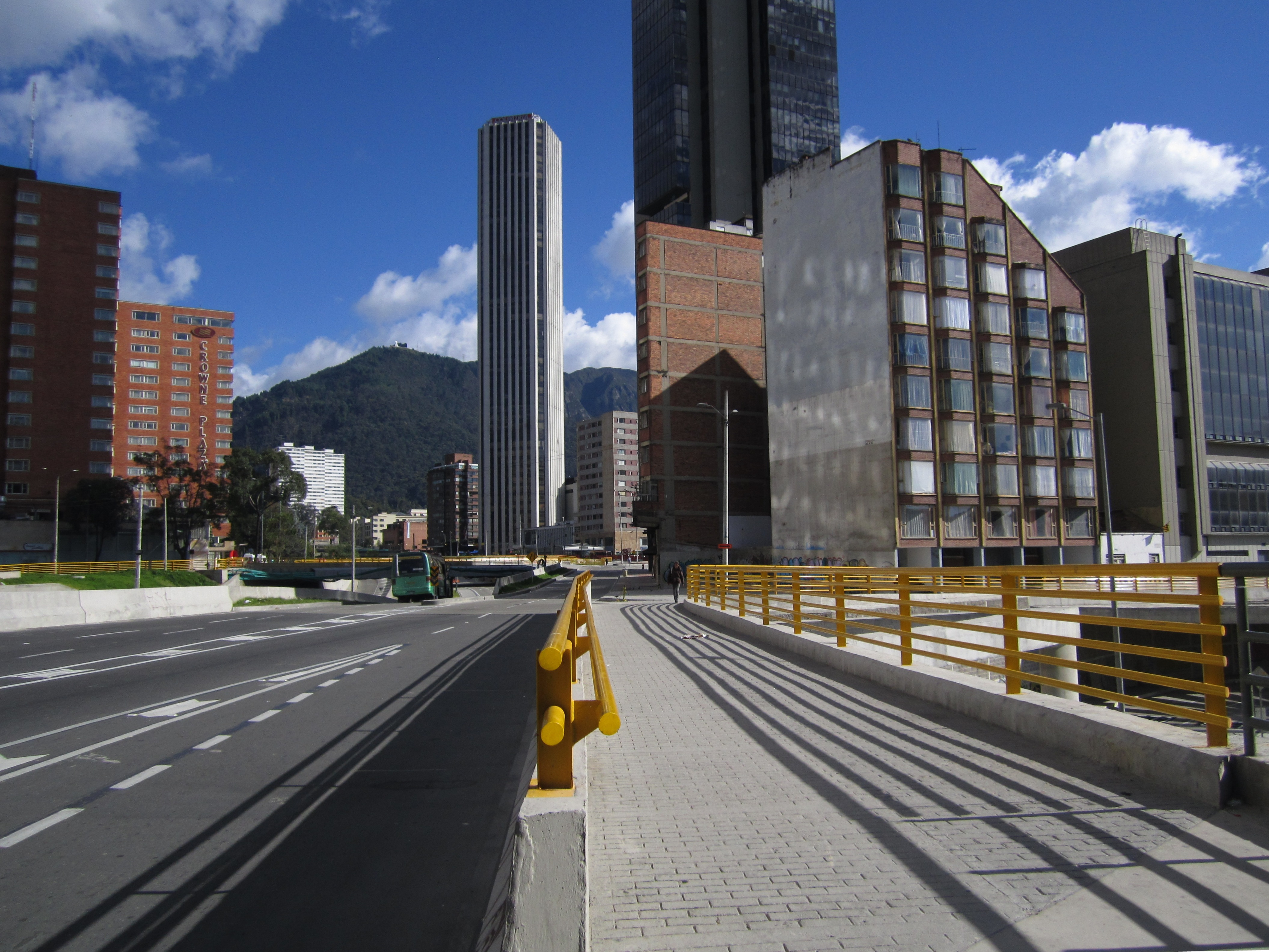
Das Geschäftszentrum mit der Avenida El Dorado im Osten und dem Colpatria-Turm.

Die Avenida El Dorado in Bogotá, meist als Calle 26 bekannt, amtlich Avenida El Dorado Jorge Eliecer Gaitán, ist eine quer durch die Stadt verlaufende Ost-West-Transversale, die die kolumbianische Hauptstadt von Südosten nach Nordwesten durchschneidet. Sie ist das wichtigste und leistungsfähigste Straßensystem in Bogotá und auch bevorzugte Adresse vieler nationaler und internationaler Konzerne. Luxushotels, Airlines, Banken und moderne Geschäftszentren siedeln sich entlang der Avenida an.

## Name
Der Name leitet sich aus dem Wort Eldorado („Das Goldene“), dem sagenhaften Goldland im Innern des nördlichen Südamerika, ab. Eldorado basiert auf einer kolumbianischen Legende, die unter den Conquistadoren des 16. Jahrhunderts Abenteuerlust weckte und aufgrund derer zahlreiche Expeditionen ins unerforschte Zentralsüdamerika ausgerichtet wurden. So kamen die Spanier 1525 über die Karibik in das Gebiet indianischer Hochkulturen und suchten nach Gold. Spanische Chronisten berichten seit dem 17. Jahrhundert über das vermeintliche Goldland.

## Geschichte

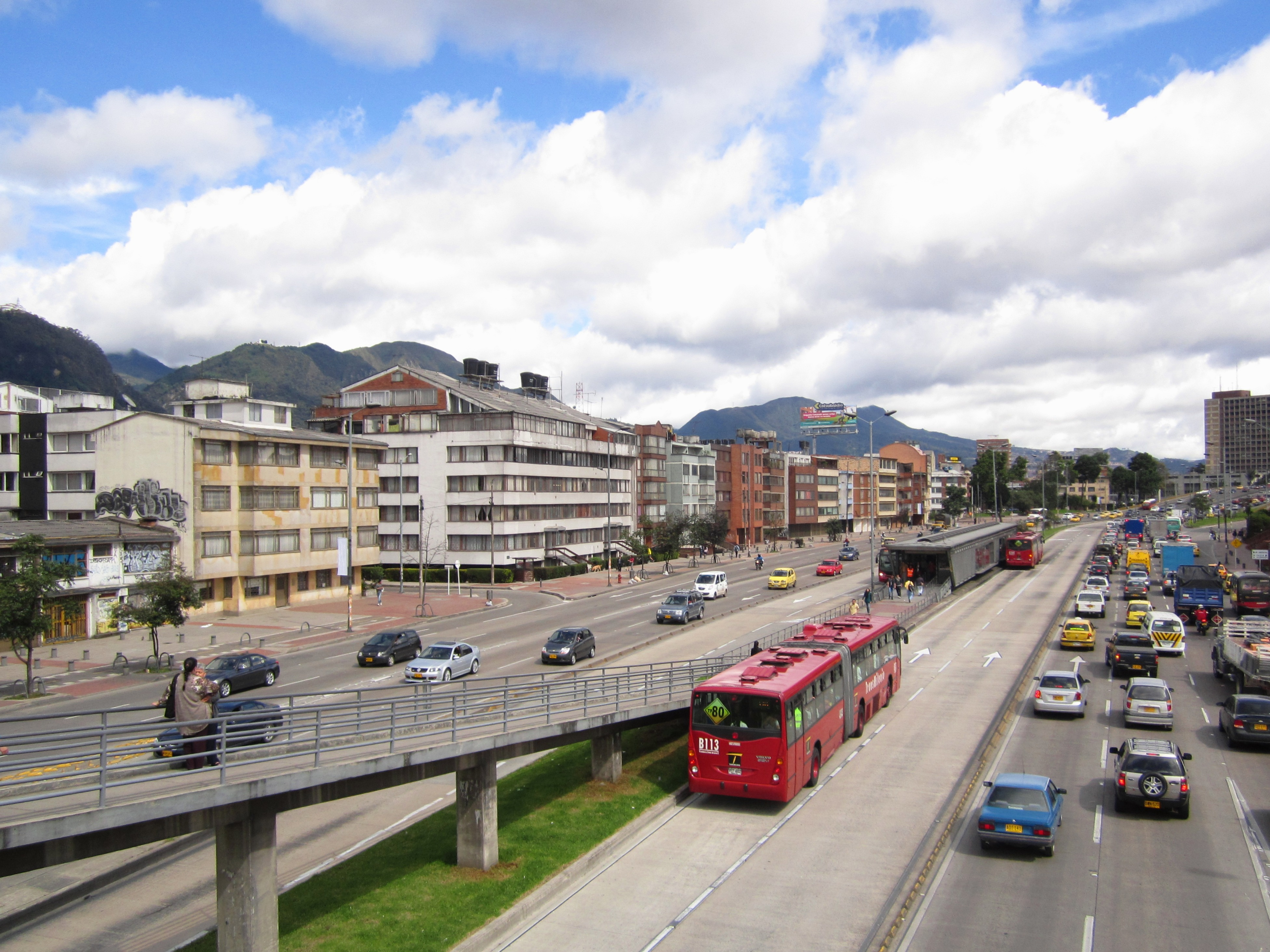
Haltestelle des TransMilenio an der Avenida El Dorado

Die ca. 15 Kilometer lange, nahezu kreuzungsfreie mehrspurige Schnellstraße, wurde zwischen 1952 und 1958 gebaut, um den 1959 neu eröffneten Flughafen Bogotá mit dem historischen Stadtzentrum Santa Fe mit einer leistungsfähigen Verkehrsachse zu verbinden. Die „Eldorado“ beginnt direkt am Fuß des Berges Monserrate, dem Wahrzeichen von Bogotá.
Im Jahr 2012 wurde die „Eldorado“ mit Haltepunkten in das TransMilenio-System integriert.

## Stadtentwicklung

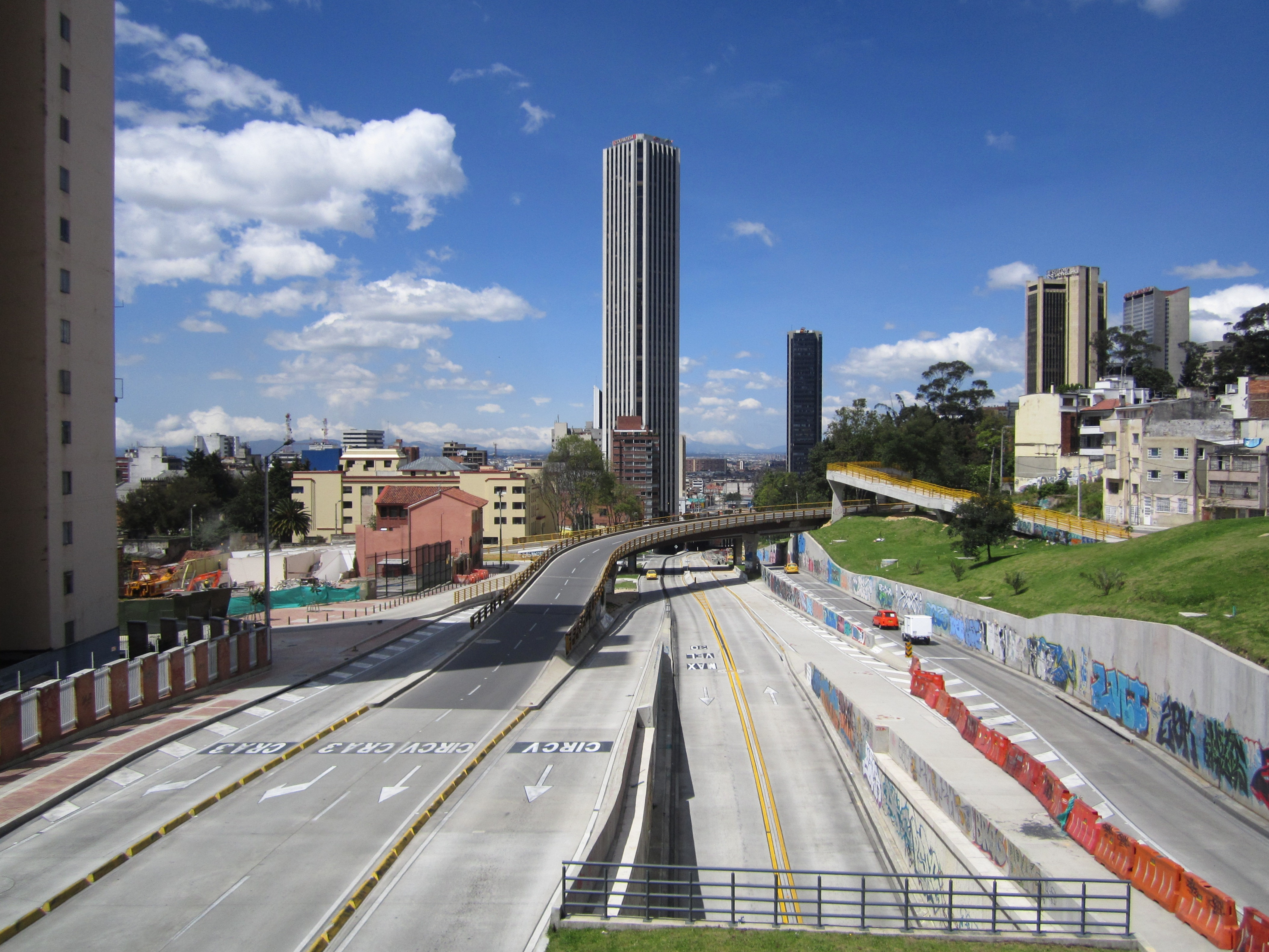
Die Avenida El Dorado am östlichsten Ende beim Colpatria-Turm in Bogotá.

Was die Stadtentwicklung anbetrifft wird sich in Bogotá in den nächsten Jahren ziemlich viel ändern, da das Alcaldia Mayor de Bogotá (Hauptbürgermeisteramt) 2014–2015 einen aktualisierten Flächennutzungsplan (Plan de Ordenamiento Territorial) erstellen ließ. Er sieht den Bau von drei weiteren Hauptverkehrsachsen zusammen mit dem Ausbau des TransMilenio-Systems vor. Noch sind die Grundstückspreise an der „Eldorado“ wettbewerbsfähig, trotz der Aufwertung des Gebietes wie z. B. durch das Projekt Ciudad Empresarial Sarmiento Angulo und dem Bacatá Center, die beide zu Beginn der 2010er Jahre begonnen wurden als der Quadratmeter noch 6.300.000 Pesos (ca. 2.000 Euro) kostete.
Das wichtigste und ehrgeizigste Projekt ist aber das Megaproyecto Río Bogotá, mit der Dekontamination und Rückgewinnung der Wasserqualität des Río Bogotá, sowie der Wiederherstellung der natürlichen Umwelt (Adecuación Hidráulica y Recuperación Ambiental del Río Bogotá), im Bereich des stark umweltbelasteten Flusses. Die Umgestaltung der Uferzone des Río Bogotá ist derzeit in vollem Gange und wird zu parkähnlichen Grünflächen mit Wassersportmöglichkeiten für die Bogotanos hergerichtet.

## Lage

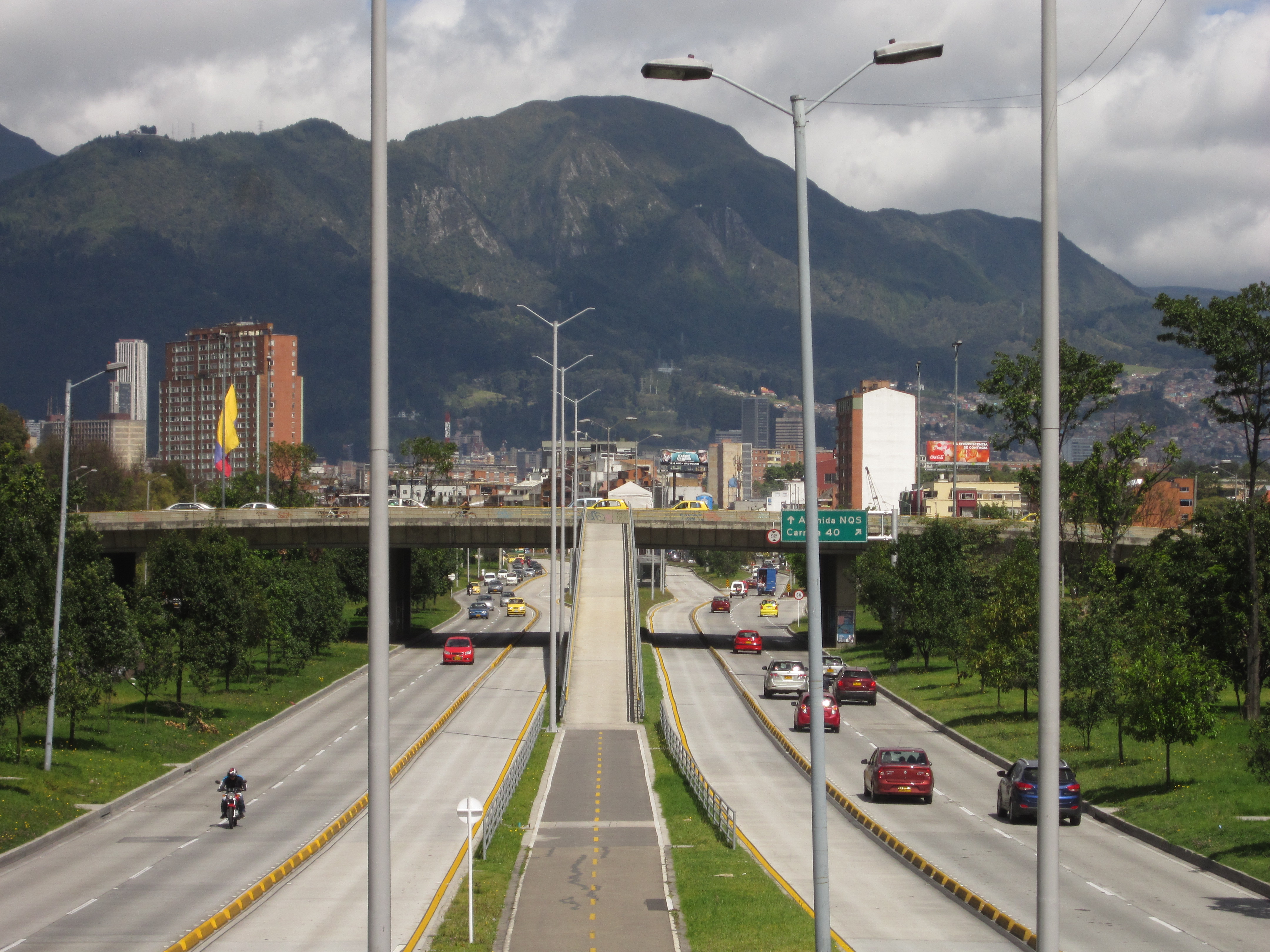
Das Verkehrsband der Avenida El Dorado mit Blick Richtung Osten.

Die Avenida El Dorado endet direkt am Flughafen El Dorado im Stadtbezirk Fontibón, nachdem sie sich vom Fuß der Östlichen Kordilleren der Anden quer durch die Hauptstadt ausdehnt. Rund zwei Kilometer nach Beginn trifft die „Eldorado“ auf die Autopista Norte, oder auch Avenida Ciudad de Quito, Abk. Avenida NQS, die die nördlichen Stadtbezirke Bogotás mit dem Zentrum verbindet. Beide Schnellstraßen treffen im Stadtbezirk Teusaquillo an einem Autobahnkreuz aufeinander. Mit der Autopista Sur ist der Süden der Hauptstadt vom Kreuzungspunkt verlinkt.

## Bedeutung
Diese großzügig angelegte Verkehrsachse bietet Vorzüge für Geschäftsleute und Touristen, denn man gelangt auf ihr für nur umgerechnet zwei bis 15 US-Dollar vom Flughafen direkt in die City in nur 15 Minuten.